# Ichneumon neosarcitor
Ichneumon neosarcitor là một loài tò vò trong họ Ichneumonidae.